# Drukkerij Wolters-Van Wylick
De voormalige Drukkerij Wolters-Van Wylick is een historisch en als rijksmonument beschermd pand aan de Grote Kerkstraat in de Nederlandse stad Venlo. Naast het pand bevindt zich het pand met de naam Ald Weishoès en tegenover het pand staat de Sint-Martinuskerk.

## Geschiedenis
In 1577 werd er voor het eerst melding gemaakt van een weeshuis op deze plek toen de echtelieden Johan de Verwer en Anna Ingenhuis hun bezittingen aan de
Venlose wezen schonken en er een weeshuis werd gevestigd.
In 1814 werden de binnen Venlo bestaande gasthuizen onder het bestuur gebracht van de Burgerlijke Godshuizen. Daaronder viel ook het Sint-Jacobsgasthuis, dat voor de verzorging van bejaarden bestemd was. Die verzorging werd later overgebracht naar het weeshuis, waardoor vanaf 1820 het weeshuis tevens bejaardenhuis was. Omstreeks 1820 werd er een geheel nieuw complex gebouwd.
In 1843 was het pand ten noorden van Grote Kerkstraat 27-29 nog in twee delen gesplitst, waarbij het linker deel als kosterswoning werd gebruikt en het rechter deel bij de Latijnse school hoorde en mogelijk als schoolmeesterswoning werd gebruikt. In 1865 werden de school en de kosterswoning aan het weeshuis verkocht.
In 1922-1925 werd het pand uitgebreid met een nieuwe vleugel naar het ontwerp van architect Johannes Kayser, waarbij tevens de de gevel van de Latijnse school werd gerestaureerd en de voormalige kosterswoning werd herbouwd. In 1935 werd aan de achterzijde een kapel gebouwd naar het ontwerp van Johannes Kayser.
In de Tweede Wereldoorlog raakte het complex beschadigd en daarna slechts gedeeltelijk hersteld.
In 1960 kwam er als gevolg van wijzigingen in de sociale wetgeving en de afname van het aantal zusters een einde aan het gecombineerde weeshuis en bejaardentehuis. De bejaarden en zusters vertrokken uit het pand en gingen naar het Zusters van de Liefdeklooster. Sinds die tijd werd het pand gebruikt door de drukkerij Wolters-Van Wylick.
Eind jaren 1990 kwam het pand leeg te staan, waarna de aan de achterzijde staande gebouwen werden gesloopt.

## Bouwwerk
Het pand heeft acht traveeën, een brede lijstgevel, twee bouwlagen en wordt gedekt door een schilddak. Op de begane grond zijn er twee deuren en zes vensters. De vensters zijn ellipsboogvormig en de linker ingang wordt omlijst door een ellipsboogvormige hardstenen lijst met in de sluitsteen het jaartal 1820.